# A.J. English
Albert Jay English, detto A.J. (Wilmington, 11 luglio 1967), è un ex cestista statunitense, professionista nella NBA, in Europa e in Sudamerica.
È il padre di A.J. English III.

## Carriera
È stato selezionato dai Washington Bullets al secondo giro del Draft NBA 1990 (37ª scelta assoluta).